# Schachmatt
|   | a | b | c | d | e | f | g | h |   |
| 8 |   |   |   |   |   |   |   |   | 8 |
| 7 |   |   |   |   |   |   |   |   | 7 |
| 6 |   |   |   |   |   |   |   |   | 6 |
| 5 |   |   |   |   |   |   |   |   | 5 |
| 4 |   |   |   |   |   |   |   |   | 4 |
| 3 |   |   |   |   |   |   |   |   | 3 |
| 2 |   |   |   |   |   |   |   |   | 2 |
| 1 |   |   |   |   |   |   |   |   | 1 |
|   | a | b | c | d | e | f | g | h |   |

Matt in zwei Zügen.
1. f3 e6 2. g4 Dh4# (Narrenmatt)
Ein Schachmatt (oft auch einfach nur Matt) ist eine Stellung im Schachspiel, in der ein König im Schach steht und es keinen regelgerechten Zug gibt, dieses Schachgebot aufzuheben. Wenn der Spieler den gegnerischen König schachmatt gesetzt hat, ist die Partie sofort beendet, ohne dass es hierzu einer konkreten Ansage bedarf.
Davon zu unterscheiden ist das Patt, bei dem der Spieler am Zug zwar ebenfalls keine legalen Zugmöglichkeiten hat, sein König aber nicht im Schach steht. Im Falle von Patt endet die Partie remis.

## Begriff
Der Begriff stammt ursprünglich aus der persischen Sprache: شاه مات schāh māt bedeutet „der König (Schah) ist überfallen/geschlagen/hilflos“. Die Übersetzung „der König ist tot“ ist dagegen ungenau. Die iranische Soziologin Valentine Moghadam hat den Ursprung des Wortes aufgespürt. Er stammt vom persischen Wort māndan, was „verbleiben“ im Sinne von „verlassen sein“ bedeutet. Der König ist also matt, wenn er hilflos seinem Schicksal überlassen ist. Dazu passt auch, dass der König im letzten Zug nicht geschlagen (getötet) wird, sondern handlungsunfähig stehen bleibt.
Abgeleitet vom Schachspiel wird der Begriff schachmatt auch im übertragenen Sinne genutzt, wenn ein Gegner in eine ausweglose Situation gebracht worden ist.

## Mattstellung

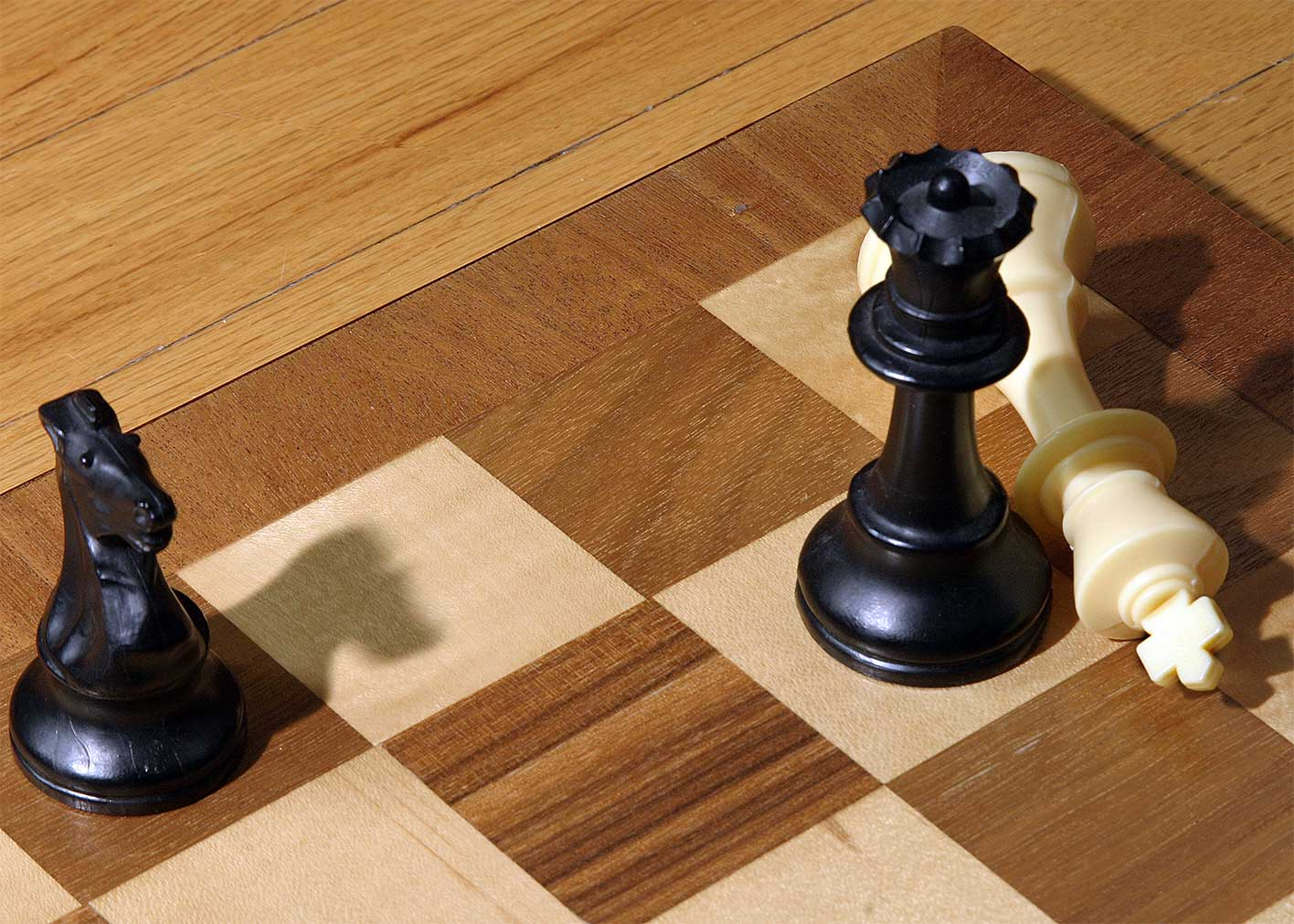
Schachmatt

Es gibt drei Wege, einen bedrohten König aus dem Schachgebot zu retten:
1. Wegziehen des Königs auf ein nicht angegriffenes Feld
2. Eine Figur oder einen Bauern zwischen Angreifer und König ziehen (nicht möglich bei einem Angriff durch einen Springer, von einem benachbarten Feld aus oder bei einem Doppelschach)
3. Schlagen der angreifenden Figur

Der König ist also schachmatt, wenn nach einem Schachgebot keine dieser Möglichkeiten besteht. 
Wird das Matt durch einen Springer gegeben und kann der bedrohte König dem nur deshalb nicht entgehen, weil ihm die eigenen Figuren jeden Ausweg verstellen, spricht man von einem erstickten Matt. 
In der Schachnotation, also der Aufzeichnung der Schachzüge, wird eine Mattsituation mit „#“ oder selten auch mit „++“ gekennzeichnet.

## Mattbild
|   | a | b | c | d | e | f | g | h |   |
| 8 |   |   |   |   |   |   |   |   | 8 |
| 7 |   |   |   |   |   |   |   |   | 7 |
| 6 |   |   |   |   |   |   |   |   | 6 |
| 5 |   |   |   |   |   |   |   |   | 5 |
| 4 |   |   |   |   |   |   |   |   | 4 |
| 3 |   |   |   |   |   |   |   |   | 3 |
| 2 |   |   |   |   |   |   |   |   | 2 |
| 1 |   |   |   |   |   |   |   |   | 1 |
|   | a | b | c | d | e | f | g | h |   |

Mit einem Zug auf die markierten Felder kann die weiße Dame den schwarzen König schachmatt setzen. Die Züge auf die 8. Reihe ergeben ein Idealmatt.
Matt ist ein häufiges taktisches Motiv in Kombinationen. Unter einem Mattbild oder Mattmotiv versteht man ein häufig wiederkehrendes Muster von Figurenaufstellungen oder Zugfolgen, die zum Schachmatt führen. Elementare Mattführungen können ohne Kenntnis einiger Mattbilder kaum systematisch realisiert werden.
Bekannte Mattmotive finden sich (zusammen mit taktischen Motiven) in der Kategorie:Mattbild.
In der Schachkomposition sind besonders sogenannte Mustermatts oder Modellmatts gefragt, weil diesen ein besonderer ästhetischer Wert zugeschrieben wird. Solche Mattbilder sind zugleich ökonomisch und rein, das heißt: Alle auf dem Brett befindlichen Figuren tragen zum Matt bei (Ökonomie), und der schwarze König kann jedes Fluchtfeld nur aus einem einzigen Grund nicht betreten (Mattreinheit). Eine weitere Steigerung ist das Idealmatt. Während beim Mustermatt ein Abseitsstehen von Bauern und des weißen Königs toleriert wird, wirken im Idealmatt sämtliche auf dem Brett befindlichen Figuren am Mattbild mit. In der Abbildung ergeben die Züge der weißen Dame auf die 8. Reihe ein Idealmatt, weil das Fluchtfeld g8 nur durch die Dame, die Felder g7 und h7 nur durch den weißen König gedeckt sind. Dagegen wäre Dg7 kein Mustermatt, weil das Fluchtfeld h7 in diesem Fall durch Dame und König, also zweifach gedeckt wäre (unreines Matt).

## Kürzeste Mattpartie
Beim Narrenmatt setzt Schwarz den weißen König in zwei Zügen (vier Halbzügen) matt. Kürzere Mattpartien sind nicht möglich.

## Längste Mattfolgen
Zwingende Verläufe hin zum Matt können bereits in der Partie recht lang sein; Mattansagen mit über zehn Zügen sind in der Schachgeschichte keine Seltenheit. Bei solchen Mattansagen müssen grundsätzlich auch unsinnig erscheinende Züge berücksichtigt werden, etwa ein Dazwischenstellen einer ungedeckten Figur, die im nächsten Zug geschlagen wird, das Matt aber um einen Zug nach hinten verschiebt.

### In Schachkompositionen
Komponisten haben sich bereits früh dafür interessiert, wie lang eine zwingende Mattfolge überhaupt sein kann. 1889 veröffentlichte der Ungar Ottó Titusz Bláthy ein Matt in 257 Zügen. Es handelt sich um ein vollwertiges Schachproblem mit dualfreier Hauptvariante (mit Ausnahme des Mattzuges), d. h. im Allgemeinen hat Weiß auf den besten schwarzen Zug immer nur eine optimale Fortsetzung. Dabei ist unterstellt, dass die 50-Züge-Regel nicht gilt. Weiß muss eine lange Zugfolge absolvieren, um ein freies Tempo zu gewinnen, und diese Prozedur dann vielfach wiederholen. Bláthy veröffentlichte später auch ein ähnliches Matt in 292 Zügen, allerdings mit illegaler Position, das bedeutet: Diese ist auch durch eine noch so bizarre Zugfolge nicht aus der Grundstellung erreichbar. Derartige Ausgangspositionen sind im Schachproblem gewöhnlich nicht zugelassen.
Nenad Petrović veröffentlichte 1969 unter Verwendung einer von Joseph Babson entwickelten Matrix ein Matt in 270 Zügen, das eine wiederholte Zugfolge mit dem Ziel eines weißen Tempoverlusts zum Inhalt hat. Freilich benötigt dieses Problem in der Ausgangsstellung zwei weißfeldrige weiße Läufer (es muss sich also ein weißer Bauer in einen Läufer umgewandelt haben) – solche Umwandlungsfiguren werden meist als wertmindernd angesehen. 

### Endspielkonstellationen
Ganz andere Wurzeln haben andere „Rekordversuche“. Hier geht es um die längsten Endspielmattführungen ohne Rücksicht auf Dualfreiheit und Ästhetik – eine Frage, die schon vor langer Zeit für die Einführung der 50-Züge-Regel entscheidend war. So ist es seit geraumer Zeit gesichertes Wissen, dass das Endspiel Zwei Springer gegen Bauer in vielen Stellungen zwingend gewonnen ist, aber über 70 Züge ohne Bauernzug in Anspruch nehmen kann (wie z. B. der Studienkomponist Alexei Troizki gezeigt hat), oder dass gewonnene Stellungen im Endspiel Turm und Läufer gegen Turm deutlich mehr als 50 Züge bis zum Matt benötigen können.
Durch die vollständige Erfassung sechssteiniger Endspiele in Endspieldatenbanken gelang es zu zeigen, dass das bauernlose Endspiel Turm + Springer gegen zwei Springer in vielen Fällen zwingend gewonnen ist (falls die 50-Züge-Regel nicht gilt). Aufgrund einer von Ken Thompson generierten Datenbank, die auf der Arbeit von Lewis Stiller aufbaut, konnte eine KTS/KSS-Stellung etabliert werden, die in nicht weniger als 262 Zügen zum Matt führt; die Mattvariante soll von Peter Karrer aus dem Material isoliert worden sein. Dies ist nicht im selben Sinne ein Schachproblem wie die obigen Aufgaben von Bláthy und Petrovic, da die Lösung durch logisches Denken nicht zu finden ist und zudem keinerlei Anspruch an Ästhetik und Dualfreiheit erhoben wird. Tim Krabbé kommentiert: 

„Playing over these moves is an eerie experience. They are not human; a grandmaster does not understand them any better than someone who has learned chess yesterday. The knights jump, the kings orbit, the sun goes down, and every move is the truth. It’s like being revealed the Meaning of Life, but it’s in Estonian.“

„Diese Züge nachzuspielen ist ein unheimliches Erlebnis. Sie sind nicht menschlich; ein Großmeister versteht sie nicht besser als einer, der erst gestern Schachspielen gelernt hat. Die Springer springen, die Könige kreisen, die Sonne geht unter, und jeder Zug ist die Wahrheit. Es ist, als ob einem der Sinn des Lebens enthüllt würde – nur eben auf Estnisch.“

Inzwischen wurde sogar ein Matt mit mehr als 500 Zügen in den Endspieldatenbanken im Endspiel KDS/KTLS gefunden. Dort werden alleine bis zum ersten Schlagzug 517 Züge benötigt.
Verschiedentlich wird der Anspruch erhoben, noch längere Zugfolgen bis zum Matt zeigen zu können, indem vor eine aus der Datenbank bekannte Stellung weitere Züge gesetzt werden. Sowohl die Korrektheit als auch der Sinn solcher Versuche sind aber umstritten, da sie weder Erkenntnis- noch ästhetischen Gewinn bieten.

## Weblinks

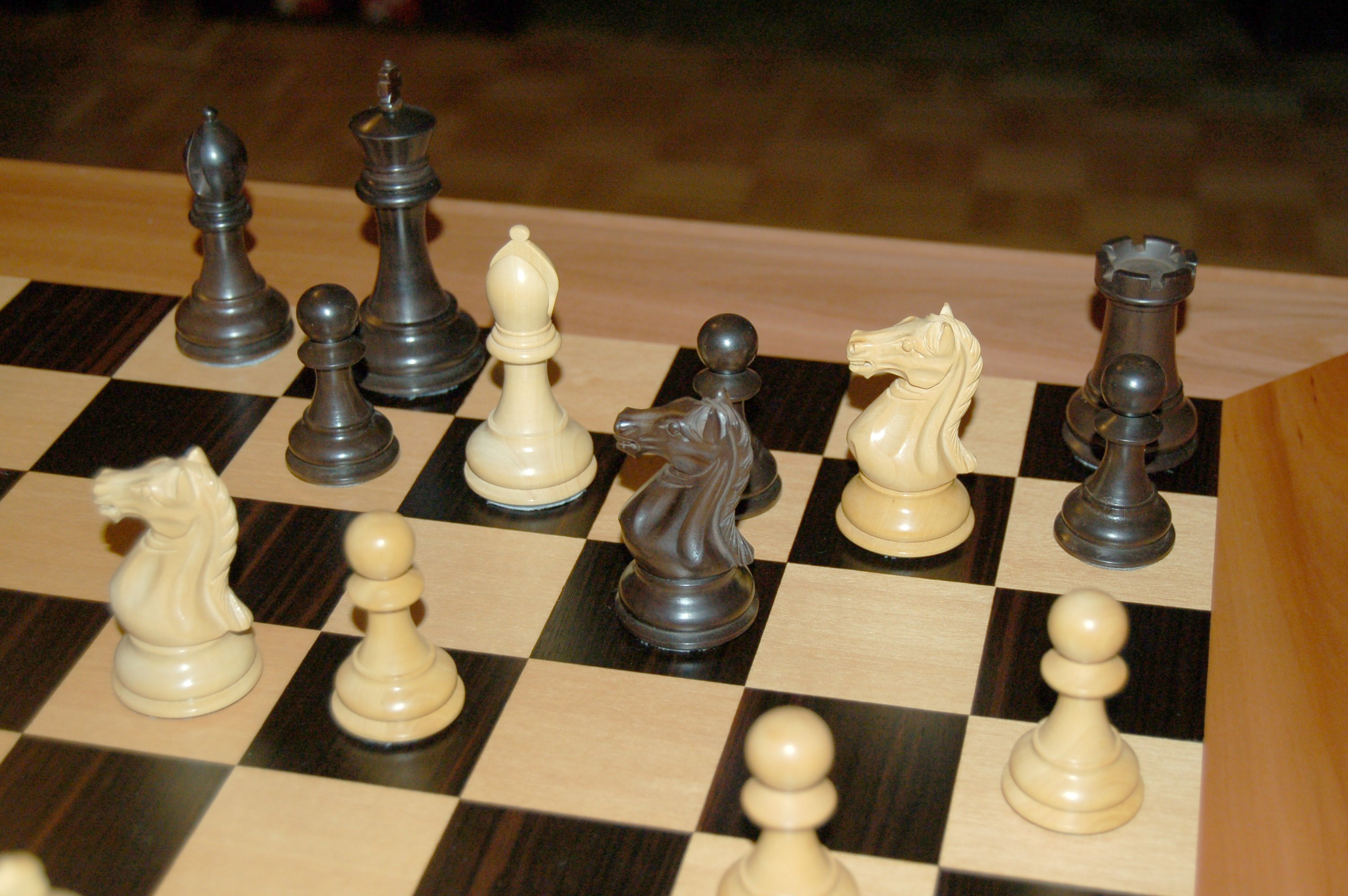
Mattstellung der Unsterblichen Partie